# 8. september
8. september je 251. dan leta (252. v prestopnih letih) v gregorijanskem koledarju. Ostaja še 114 dni.

## Dogodki
- 1264 – velikopoljski knez Boleslav Pobožni objavi Splošno listino judovskih svoboščin
- 1308 – Rusi v bitki pri Kulikovu premagajo Mongole
- 1462 – papež Pij II. potrdi zlato bulo, s katero je ustanovljena ljubljanska nadškofija
- 1514 – bitka pri Orši
- 1522 – v Seviljo se s prve odprave okoli sveta, ki jo je vodil Ferdinand Magellan, vrne ladja Victoria z 18 preživelimi mornarji
- 1713 – papež Klemen XI. v buli Unigenitus dei filius obsodi janzenizem
- 1856 – konča se krimska vojna
- 1902 – v Ljubljani se konča prvi shod slovenskih katoliških nepolitičnih društev
- 1907 – papež Pij X. v encikliki Pascendi Dominici Gregis obsodi prepletanje sodobne znanosti in vere
- 1920 – ustanovljena Reška država
- 1926 – Nemčija vstopi v Društvo narodov
- 1939 – ZDA razglasijo napol izredno stanje
- 1943 – uradna vdaja italijanskih oboroženih sil
- 1944:
  - Bolgarija napove vojno Tretjemu rajhu
  - ameriška vojska osvobodi Liége
  - kanadska vojska osvobodi Ostende
  - belgijska vlada se vrne v Bruselj
  - Nemci izstrelijo prvo raketo V-2 proti Londonu
  - zavezniška letala med Koprom in Izolo potopijo italijansko ladjo Rex
- 1951 – v San Franciscu podpisana mirovna pogodba, ki napove konec okupacije Japonske
- 1952 – izide Hemingwayeva novela Starec in morje
- 1968 – poljski odvetnik Ryszard Siwiec se je iz protesta proti sovjetskemu posegu na Češkoslovaškem zažgal med žetvenim festivalom na varšavskem stadionu
- 1991 – prebivalci Makedonije na referendumu glasujejo za neodvisnost

## Rojstva
- 828 – Ali al-Hadi, arabski imam († 868)
- 1157 –
  - Rihard I. Levjesrčni, angleški kralj († 1199)
  - Aleksander iz Neckhama, angleški avguštinski menih, slovničar, teolog in filozof († 1217)
- 1271 – Karel Martel Anžujski, kralj Hrvaške, titularni ogrski kralj, sin Karla II. Neapeljskega († 1295)
- 1474 – Ludovico Ariosto, italijanski pesnik († 1533)
- 1588 – Marin Mersenne, francoski matematik, fizik, filozof, teolog, muzikolog († 1648)
- 1767 – August Wilhelm von Schlegel, nemški jezikoslovec, pesnik, kritik († 1845)
- 1779 – Mustafa IV., sultan Osmanskega cesarstva (* 1808)
- 1804 – Eduard Mörike, nemški pisatelj, pesnik in prevajalec († 1875)
- 1814 – Charles-Étienne Brasseur de Bourbourg, francoski pisatelj, etnolog († 1874)
- 1841 – Antonín Dvořák, češki skladatelj († 1904)
- 1888 – Ivan Levar, slovenski pevec, gledališki igralec († 1950)
- 1889 – Ivan Perne, slovenski diplomat in pravnik († 1933)
- 1897 – Jimmie Rodgers, ameriški country pevec in kitarist († 1933)
- 1923 – Rasul Gamzatovič Gamzatov, dagestanski pesnik, pisatelj, publicist, politični delavec († 2003)
- 1925 – Peter Sellers, angleški komik, filmski igralec († 1980)
- 1979 – Peter Leko, madžarski šahist
- 1979 – Pink, ameriška pevka

## Smrti
- 1148 – Vilijem Thierryjski, belgijski teolog, filozof, mistik (* 1075)
- 1298 – Andrea Dandolo, beneški admiral
- 1425 – Karel III., navarski kralj (* 1361)
- 1624 – Mark Antun Dominis Gospodnetić, hrvaški pisec, znanstvenik (* 1560)
- 1890 – Jurij Šubic, slovenski slikar (* 1855)
- 1894 – Hermann von Helmholtz, nemški fizik, matematik, fiziolog (* 1821)
- 1895 – Adam Opel, nemški industrialec (* 1837)
- 1932 – Christian von Ehrenfels, avstrijski filozof in psiholog († 1859)
- 1933 – Fejsal I., iraški kralj (* 1883)
- 1949 – Richard Strauss, nemški skladatelj (* 1864)
- 1954 – André Derain, francoski slikar (* 1880)
- 1980 – Willard Frank Libby, ameriški kemik (* 1908)
- 2003 – Leni Riefenstahl, nemška filmska režiserka (* 1902)
- 2010 – Stanko Janežič, slovenski duhovnik in pisatelj (* 1920)
- 2022 – Elizabeta ll. Britanska, angleška kraljica (* 1926)
- 2023 – Sašo Hribar, radijski voditelj in satirik (* 1960)

## Prazniki in obredi
- mednarodni dan pismenosti
- Mali šmaren – praznik rojstva Device Marije